# Arany Sas díj
Az Arany Sas díj	(oroszul: премия Золотой орёл) Oroszország egyik legrangosabb nemzeti filmes szakmai díja. Évenkénti odaítélésével főként az oroszországi televíziós- és filmművészet legjobbnak tartott alkotásait és alkotóit részesítik elismerésben.

## Az alapító szervezet
A díjat az Oroszországi Nemzeti Filmművészeti és Filmtudományos Akadémia alapította 2002-ben, lényegében a Golden Globe-díj mintájára.
A filmakadémia Nyikita Mihalkov filmrendező kezdeményezésére jött létre, szintén 2002-ben. Alapítói: az Oroszországi Filmkészítők Szövetsége, a tudományos akadémia, a kulturális minisztérium, a két központi oroszországi tv-csatorna és a Rosszijszkaja Gazeta című napilap. 2003 elején az akadémiának 14 osztálya, több mint 200 rendes– és levelező tagja volt. Elnöke a kezdetektől Vlagyimir Naumov filmrendező.
Az elnök szerint ez „teljes értékű” filmakadémia, melynek fő tevékenységi köre a televíziós– és filmművészettel, a gyártással és forgalmazással kapcsolatos tudományos, módszertani és kutatómunka, emellett azonban számos gyakorlati kérdést is meg kell oldania. Ebben fontos szerepe van az általuk alapított Arany Sas díjnak is. 
Megjegyzendő, hogy amikor ezt a filmakadémiát életre hívták, már létezett egy másik hasonló nevű intézmény, az Oroszországi Filmművészeti Akadémia, valamint az általa 1987-ben alapított nemzeti filmes díj, a Nyika. 2002 óta tehát Oroszországban évente két nemzeti filmes díjat ítélnek oda, egymástól függetlenül.

## Az Arany Sas díj
A díjazottakat egy előzetes válogatás után az akadémia rendes és levelező tagjai választják ki titkos szavazással. A mozifilmek mellett a televíziós műfajok is külön díjakban részesülnek. A díjakat évente a Moszfilm I. számú stúdiójában ünnepélyes keretek között adják át. 

### Kategóriák
- A legjobb játékfilm
- A legjobb rendezés
- A legjobb forgatókönyv
- A legjobb operatőr
- A legjobb női főszereplő a mozifilmben
- A legjobb női főszereplő a tvben
- A legjobb férfi főszereplő a mozifilmben
- A legjobb férfi főszereplő a tvben
- A legjobb női mellékszereplő
- A legjobb férfi mellékszereplő
- A legjobb díszlet
- A legjobb jelmez
- A legjobb filmzene
- A legjobb vágás
- A legjobb szinkronrendező
- A legjobb mini-sorozat vagy tv-film
- A legjobb tv-sorozat
- A legjobb nem-játékfilm
- A legjobb animációs film
- Az Oroszországban bemutatott legjobb külföldi film
- A világ filmművészetének gazdagításáért

## Díjak évenként

### A legjobb játékfilmnek járó díj
- 2021 – Szerebrjanije konyki (Серебряные коньки), rendező Mihail Loksin. A legjobb rendezés díját Gleb Panfilov kapta a Szolzsenyicin műve alapján készített Ivan Gyenyiszovics című filmjéért.[1]
- 2020 – Blokadnij dnyevnyik (Блокадный дневник), rendező Andrej Zajcev; a film Leningrád 1942-es ostromáról szól. A legjobb rendezés díját Andrej Koncsalovszkij kapta Dorogije tovariscsi! című filmjéért.[2]
- 2019 – Tyekszt (Текст), rendező Klim Sipenko. A film további díjai: a legjobb férfi főszereplő, a legjobb férfi mellékszereplő, a legjobb férfi mellékszereplő díja, a legjobb vágás díja.[3]
- 2018 – Anna harca (Война Анны), rendező Alekszej Fedorcsenko. A film további díjai: legjobb rendezés.
- 2017 – Szaljut-7 (Салют-7), rendező Klim Sipenko. A film további díjai: legjobb vágás.
- 2016 – Mennyország (Рай), rendező Andrej Koncsalovszkij. A film további díjai: legjobb rendező, legjobb női főszereplő a mozifilmben (Julija Viszockaja).
- 2015 – A szerelemről (Про любовь), rendező Anna Melikjan.
- 2014 – Napszúrás (Солнечный удар), rendező Nyikita Mihalkov. A film további díjai: legjobb operatőr, legjobb díszlet, legjobb jelmez, legjobb filmzene.
- 2013 – A 17. számú legenda  (Легенда №17), rendező Nyikolaj Lebegyev. A film további díjai: legjobb forgatókönyv, legjobb női mellékszereplő, legjobb filmzene, legjobb vágás.
- 2012 – A fehér tigris (Белый тигр), rendező Karen Sahnazarov. A film további díjai: legjobb filmzene, legjobb vágás, legjobb szinkronrendező.
- 2011 – Jelena (Елена), rendező Andrej Zvjagincev. A film további díjai: legjobb rendezés, legjobb operatőr, legjobb női mellékszereplő.
- 2010 – Hogyan töltöttem ezt a nyarat (Как я провел этим летом), rendező Alekszej Popogrebszkij. A film további díjai: legjobb forgatókönyv, legjobb operatőr (Pavel Kosztomarov).
- 2009 – (Стиляги) (kb. jelentése: Divatot majmolók), rendező Valerij Todorovszkij. A film további díjai: legjobb forgatókönyv, legjobb szinkronrendezés.
- 2008 – Vad mező (Дикое поле), rendező Mihail Kalatozisvili (Mihail Konsztantyinovics Kalatozov unokája). A film további díjai: legjobb forgatókönyv, legjobb filmzene.
- 2007 – 12 (12), rendező Nyikita Mihalkov. A film további díjai: legjobb rendezés, legjobb filmzene, legjobb vágás és legjobb férfi főszereplő (ezt a díjat mind a 12 szereplő megkapta).
- 2006 – A sziget (Остров), rendező Pavel Lungin. A film további öt kategória, köztük a legjobb rendezés és a legjobb forgatókönyv kategória díját is megkapta.
- 2005 – 9. század (9. рота), rendező Fjodor Bondarcsuk.
- 2004 – 72 méter (72 метра), rendező Vlagyimir Hotinyenko
- 2003 – Visszatérés (Возвращение), rendező Andrej Zvjagincev.
- 2002 – Kiskakukk (Кукушка), rendező-forgatókönyvíró Alekszandr Rogozskin. A film a legjobb rendezés és a legjobb forgatókönyv díját is megkapta.